# Julia Beljajeva
Julia Beljajeva (Tartu, 21 de julho de 1992) é uma esgrimista estoniana, campeã olímpica.

## Carreira
Beljajeva conquistou a medalha de ouro nos Jogos Olímpicos de Verão de 2020 em Tóquio ao lado de Irina Embrich, Erika Kirpu e Katrina Lehis, após derrotas as sul-coreanas Choi In-jeong, Kang Young-mi, Lee Hye-in e Song Se-ra na disputa de espada por equipes.